# Equació de Tolman–Oppenheimer–Volkoff
En astrofísica, l'equació de Tolman–Oppenheimer–Volkoff (TOV) limita l'estructura d'un cos esfèricament simètric de material isotròpic que es troba en equilibri gravitatori estàtic, segons el model de la relativitat general.
L'equació és la següent
{\displaystyle {\frac {dP}{dr}}=-{\frac {Gm}{r^{2}}}\rho \left(1+{\frac {P}{\rho c^{2}}}\right)\left(1+{\frac {4\pi r^{3}P}{mc^{2}}}\right)\left(1-{\frac {2Gm}{rc^{2}}}\right)^{-1}}
Aquí {\textstyle r} és una coordenada radial i {\textstyle \rho (r)} i {\textstyle P(r)} són la densitat i la pressió, respectivament, del material al radi {\textstyle r}. La quantitat {\textstyle m(r)}, la massa total dins {\textstyle r}, s'analitza a continuació.
L'equació s'obté resolent les equacions d'Einstein per a una mètrica general esfèricament simètrica invariant en el temps. Per a una solució a l'equació de Tolman–Oppenheimer-Volkoff, aquesta mètrica prendrà la forma,
{\displaystyle ds^{2}=e^{\nu }c^{2}\,dt^{2}-\left(1-{\frac {2Gm}{rc^{2}}}\right)^{-1}\,dr^{2}-r^{2}\left(d\theta ^{2}+\sin ^{2}\theta \,d\phi ^{2}\right)}
on {\textstyle \nu (r)} es determina per la restricció,
{\displaystyle {\frac {d\nu }{dr}}=-\left({\frac {2}{P+\rho c^{2}}}\right){\frac {dP}{dr}}}
Quan es complementa amb una equació d'estat {\textstyle F(\rho ,P)=0}, que relaciona la densitat amb la pressió, l'equació de Tolman-Oppenheimer-Volkoff determina completament l'estructura d'un cos esfèricament simètric de material isotròpic en equilibri. Si els termes d'ordre {\textstyle 1/c^{2}} s'ignoren, l'equació de Tolman-Oppenheimer-Volkoff es converteix en l'equació hidroestàtica newtoniana, que s'utilitza per trobar l'estructura d'equilibri d'un cos esfèricament simètric de material isotròpic quan les correccions relativistes generals no són importants.
Si l'equació s'utilitza per modelar una esfera acotada de material al buit, la condició de pressió zero {\textstyle P(r)=0} i la condició {\textstyle e^{\nu }=1-2Gm/c^{2}r} s'ha d’imposar al límit. La segona condició de frontera s'imposa de manera que la mètrica al límit sigui contínua amb la única solució estàtica esfèricament simètrica de les equacions de camp de buit, la mètrica de Schwarzschild:
{\displaystyle ds^{2}=\left(1-{\frac {2GM}{rc^{2}}}\right)c^{2}\,dt^{2}-\left(1-{\frac {2GM}{rc^{2}}}\right)^{-1}\,dr^{2}-r^{2}(d\theta ^{2}+\sin ^{2}\theta \,d\phi ^{2})}

## Massa total
{\textstyle m(r)} és la massa total continguda dins del radi {\textstyle r}, mesurada pel sentit del camp gravitacional per un observador distant. Satisfà {\textstyle m(0)=0}.
{\displaystyle {\frac {dm}{dr}}=4\pi r^{2}\rho }
Aquí, {\textstyle M} és la massa total de l’objecte, de nou, mesurada pel sentit del camp gravitatori per un observador distant. Si el límit és a {\textstyle r=R}, la continuïtat de la mètrica i la definició de {\textstyle m(r)} requereixen que
{\displaystyle M=m(R)=\int _{0}^{R}4\pi r^{2}\rho \,dr}
Calcular la massa integrant la densitat de l'objecte sobre el seu volum, d'altra banda, produirà el valor més gran
{\displaystyle M_{1}=\int _{0}^{R}{\frac {4\pi r^{2}\rho }{\sqrt {1-{\frac {2Gm}{rc^{2}}}}}}\,dr}
La diferència entre aquestes dues quantitats,
{\displaystyle \delta M=\int _{0}^{R}4\pi r^{2}\rho \left(1-{\frac {1}{\sqrt {1-{\frac {2Gm}{rc^{2}}}}}}\right)\,dr}
serà l'energia d'enllaç gravitacional de l'objecte dividida per {\textstyle c^{2}} i és negativa.

## Derivació de la relativitat general
Suposem un fluid perfecte estàtic, esfèricament simètric. Els components mètrics són similars als de la mètrica de Schwarzschild:
{\displaystyle c^{2}\,d\tau ^{2}=g_{\mu \nu }\,dx^{\mu }\,dx^{\nu }=e^{\nu }c^{2}\,dt^{2}-e^{\lambda }\,dr^{2}-r^{2}\,d\theta ^{2}-r^{2}\sin ^{2}\theta \,d\phi ^{2}}
Per la suposició perfecta de fluid, el tensor de tensió-energia és diagonal (al sistema de coordenades esfèriques central), amb valors propis de densitat d'energia i pressió:
{\displaystyle T_{0}^{0}=\rho c^{2}}
i
{\displaystyle T_{i}^{j}=-P\delta _{i}^{j}}
On {\textstyle \rho (r)} és la densitat del fluid i {\textstyle P(r)} és la pressió del fluid
Per continuar, resolem les equacions de camp d'Einstein:
{\displaystyle {\frac {8\pi G}{c^{4}}}T_{\mu \nu }=G_{\mu \nu }}
Considerem primer el component {\textstyle G_{00}}:
{\displaystyle {\frac {8\pi G}{c^{4}}}\rho c^{2}e^{\nu }={\frac {e^{\nu }}{r^{2}}}\left(1-{\frac {d}{dr}}re^{-\lambda }\right)}
Integrant aquesta expressió de 0 a {\textstyle r}, obtenim
{\displaystyle e^{-\lambda }=1-{\frac {2Gm}{rc^{2}}}}
on {\textstyle m(r)} és com havia estat definit a la secció anterior. Després, considerem el component {\textstyle G_{11}}. Explícitament, tenim
{\displaystyle -{\frac {8\pi G}{c^{4}}}Pe^{\lambda }={\frac {-r\nu '+e^{\lambda }-1}{r^{2}}}}
que podem simplificar (fent servir la nostra expressió per {\textstyle e^{\lambda }}) fins
{\displaystyle {\frac {d\nu }{dr}}={\frac {1}{r}}\left(1-{\frac {2Gm}{c^{2}r}}\right)^{-1}\left({\frac {2Gm}{c^{2}r}}+{\frac {8\pi G}{c^{4}}}r^{2}P\right)}
Obtenim una equació de segon exigint la continuïtat del tensor de tensió-energia: {\textstyle \nabla _{\mu }T_{\,\nu }^{\mu }=0}. Tot observant que {\textstyle \partial _{t}\rho =\partial _{t}P=0} (des que la configuració s'asumeix que és estàtica) i que {\textstyle \partial _{\phi }P=\partial _{\theta }P=0} (des que la configuració és també isotròpica), obtenim en particular
{\displaystyle 0=\nabla _{\mu }T_{1}^{\mu }=-{\frac {dP}{dr}}-{\frac {1}{2}}\left(P+\rho c^{2}\right){\frac {d\nu }{dr}}\;}
La reordenació dels termes proporciona:
{\displaystyle {\frac {dP}{dr}}=-\left({\frac {\rho c^{2}+P}{2}}\right){\frac {d\nu }{dr}}\;}
El que ens forneix dues expressions, totes dues contenint {\textstyle d\nu /dr}. Eliminant {\textstyle d\nu /dr}, obtenim:
{\displaystyle {\frac {dP}{dr}}=-{\frac {1}{r}}\left({\frac {\rho c^{2}+P}{2}}\right)\left({\frac {2Gm}{c^{2}r}}+{\frac {8\pi G}{c^{4}}}r^{2}P\right)\left(1-{\frac {2Gm}{c^{2}r}}\right)^{-1}}
Traient un factor de {\textstyle G/r} i reorganitzant factors de 2 i {\textstyle c^{2}} resulta en l'equació de Tolman–Oppenheimer–Volkoff:
| {\displaystyle {\frac {dP}{dr}}=-{\frac {G}{r^{2}}}\left(\rho +{\frac {P}{c^{2}}}\right)\left(m+4\pi r^{3}{\frac {P}{c^{2}}}\right)\left(1-{\frac {2Gm}{c^{2}r}}\right)^{-1}} |

## Història
Richard C. Tolman va analitzar mètriques esfèricament simètriques el 1934 i el 1939. La forma de l'equació donada aquí va ser derivada per J. Robert Oppenheimer i George Volkoff en el seu article de 1939, "On Massive Neutron Cores". En aquest article, es va utilitzar l'equació d'estat per a un gas de neutrons de Fermi degenerat per calcular un límit superior de ~ 0,7 masses solars per a la massa gravitatòria d'una estrella de neutrons. Com que aquesta equació d'estat no és realista per a una estrella de neutrons, aquesta massa límit és igualment incorrecta.
Utilitzant observacions d’ones gravitacionals de fusions d’estrelles de neutrons binàries (com GW170817) i la informació posterior de la radiació electromagnètica (kilonova), les dades suggereixen que el límit màxim de massa s'acosta a 2,17 masses solars. Les estimacions anteriors d’aquest límit van d’1,5 a 3,0 masses solars.

## Aproximació post-newtoniana
En l’aproximació post-newtoniana, com ara camps gravitacionals que es desvien lleugerament del camp newtonià, l'equació es pot ampliar en potències de {\textstyle 1/c^{2}}. És a dir, tenim
{\displaystyle {\frac {dP}{dr}}=-{\frac {Gm}{r^{2}}}\rho \left(1+{\frac {P}{\rho c^{2}}}+{\frac {4\pi r^{3}P}{mc^{2}}}+{\frac {2Gm}{rc^{2}}}\right)+O(c^{-4}).}